# کتاب هفته (کیهان)
کتاب هفته هفته‌نامه‌ای بود از مجموعه مجله‌های مؤسسه کیهان که زیر نظر محسن هشترودی و شورای نویسندگان از تاریخ ۱۶ مهرماه ۱۳۴۰ تا سال ۱۳۴۲ منتشر می‌شد.
این هفته‌نامه در حدود ۲ سال و به تعداد ۱۰۴ شماره منتشر شد. آخرین شماره مربوط به آذرماه ۱۳۴۲ است. تا شماره ۳۷ عنوان «کتاب هفته» روی آن درج شده و از شماره ٣۵ تا شماره ۷۱ با عنوان «کیهان هفته» منتشر شده است. 

## نویسندگان
در آغاز فعالیت این مجله، علی‌اصغر حاج‌سیدجوادی (نویسنده و حقوقدان) مسئول داستان‌ها و ادبیات، جمشید بهنام متصدی حوزه‌های اقتصادی، روانشناسی و علوم تربیتی، کاوه دهقان مسئول مباحث هنری و احمد شاملو مدیر فنی و مسئول بخش سرگرمی و هنر‌های زیبای کیهان هفته بودند و در راس آن محسن هشترودی (ریاضی‌دان و از علمای بنام زمان) سردبیر کل بود. بعد‌ها کارآمدی و نگاه نو و هنر شاملو سبب شد تا سردبیری مجله را به او بسپارند. البته شاملو پیش از این سردبیری مجله فردوسی را نیز عهده دار بود. کتاب هفته در عمر نه چندان طولانی خود سه سردبیر عوض کرد. احمد شاملو، علی‌اصغر حاج‌سیدجوادی، و محمود اعتمادزاده (به آذین) به ترتیب یکی پس از دیگری مسئولیت سردبیری کتاب جمعه را بر عهده داشتند.